# 巴达尔胡镇
巴达尔胡镇，是中华人民共和国内蒙古自治区兴安盟扎赉特旗下辖的一个乡镇级行政单位。

## 行政区划
巴达尔胡镇下辖以下地区：
巴达尔胡嘎查委会、乌都岱嘎查委会、乌兰套海嘎查委会、乌恩扎拉嘎嘎查委会、乌兰格日勒嘎查委会、居日很扎拉嘎嘎查委会、三宝山嘎查委会、依力特嘎查委会、兴合嘎查委会、塔本毛都嘎查委会、德发嘎查委会、查干础鲁嘎查委会、前德门嘎查委会、巴彦陶海嘎查委会、阿拉坦花嘎查委会、白音化嘎查委会、玛尔吐嘎查委会、其格吐嘎查委会和巴彦扎拉嘎嘎查委会。